# THE BEST OF DETECTIVE CONAN 6 ~명탐정 코난 테마곡집 6~
《THE BEST OF DETECTIVE CONAN 6 ~명탐정 코난 테마곡집 6~》(THE BEST OF DETECTIVE CONAN 6 〜名探偵コナン テーマ曲集6〜 더 베스트 오브 디텍티브 코난 식스 ~메이탄테이코난 테마쿄쿠슈식스~[*])는 TV 애니메이션 《명탐정 코난》의 테마곡집 제6탄이다.

## 내용
애니메이션 《명탐정 코난》의 테마곡집 6탄이며 테마곡집으로는 전 음반으로부터 약 5년 반만이다.
이번 음반은 39번째 여는 곡에서부터 13곡을 수록한 DISC 1와 48번째 닫는 곡에서부터 14곡을 수록한 DISC 2를 수록한 2개 한 세트의 구성으로 되어 있다. 20번째 극장판의 주제가인 〈世界はあなたの色になる / 세계는 당신의 색이 된다〉(B'z)와 21번째 극장판의 주제가 〈渡月橋 〜君 想ふ〜 / 도월교 ~그대를 생각하며~〉(쿠라키 마이)를 제외하고 전작과 마찬가지로 영화 주제가는 수록되지 않았다. 또한, WANDS의 〈真っ赤なLip / 새빨간 Lip〉와 SARD UNDERGROUND의 〈少しづつ 少しづつ / 조금씩 조금씩〉은 싱글 버전이 아니며 TV 사이즈 버전으로 수록됐다.

## 수록 내용
| #   | 제목                                                                                  | 작사              | 작곡                                              | 비고                                                       | 재생 시간 |
| --- | ------------------------------------------------------------------------------------- | ----------------- | ------------------------------------------------- | ---------------------------------------------------------- | --------- |
| 1.  | 〈DYNAMITE〉 (쿠라키 마이)                                                            | 쿠라키 마이       | (편곡: Coach&Sendo)                               | 여는 곡 (2014년 11월 1일 ~ 2015년 3월 28일)                |           |
| 2.  | 〈WE GO〉 (BREAKERZ)                                                                  | DAIGO             | DAIGO (편곡: )                                    | 여는 곡 (2015년 4월 18일 ~ 8월 15일)                       |           |
| 3.  | 〈謎 / 수수께끼〉 (La PomPon)                                                         | 코마츠 미호       | 코마츠 미호 (편곡: 오자와 마사즈미)               | 여는 곡 (2015년 9월 5일 ~ 12월 12일)                       |           |
| 4.  | 〈羽 / 날개〉 (이나바 코시)                                                           | 이나바 코시       | 이나바 코시 (편곡: )                              | 여는 곡 (2016년 1월 9일 ~ 5월 7일)                         |           |
| 5.  | 〈世界はあなたの色になる / 세계는 당신의 색이 된다〉 (B'z)                            | 이나바 코시       | 마츠모토 타카히로 (편곡: )                        | 여는 곡 (2016년 5월 14일 ~ 12월 24일) 20번째 극장판 주제가 |           |
| 6.  | 〈幾千の迷宮で 幾千の謎を解いて / 수천의 미궁에서 수천의 수수께끼를 풀어〉 (BREAKERZ) | DAIGO             | AKIHIDE (편곡: BREAKERZ)                          | 여는 곡 (2017년 1월 7일 ~ 7월 29일)                        |           |
| 7.  | 〈Lie,Lie,Lie,〉 (오구로 마키)                                                        | 오구로 마키       | 오구로 마키 (편곡: Rockin' MaMa)                  | 여는 곡 (2017년 8월 5일 ~ 12월 23일)                       |           |
| 8.  | 〈Everything OK!!〉 (Cellchrome)                                                      | 요스케            | 야마구치 아츠시 (편곡: )                          | 여는 곡 (2018년 1월 6일 ~ 5월 19일)                        |           |
| 9.  | 〈カウントダウン / 카운트다운〉 (NormCore)                                            | F ü mi 마후마후   | 마후마후                                          | 여는 곡 <small(2018년 5월 26일 ~ 9월 29일)                 |           |
| 10. | 〈タイムライン / 타임라인〉 (dps)                                                     | 야스이 츠요시     | 카와무라 아츠시 (편곡: 모리오카 나오키)           | 여는 곡 (2018년 10월 6일 ~ 12월 22일)                      |           |
| 11. | 〈薔薇色の人生 / 장미빛 인생〉 (쿠라키 마이)                                          | 쿠라키 마이       | 나카무라 다이스케 (편곡: 나카무라 다이스케)       | 여는 곡 (2019년 1월 5일 ~ 5월 11일)                        |           |
| 12. | 〈ANSWER〉 (Only this time)                                                           | 미야카와 타이세이 | 미야카와 타이세이 (편곡: Nob from MY FIRST STORY) | 여는 곡 (2019년 6월 1일 ~ 12월 21일)                       |           |
| 13. | 〈真っ赤なLip (TV size) / 새빨간 Lip (TV size)〉 (WANDS)                              | 우에하라 다이시   | 오시마 코스케 (편곡: 오시마 코스케)               | 여는 곡 (2020년 1월 4일 ~ )                                |           |

| #   | 제목 | 작사                     | 작곡                                          | 비고                                                       | 재생 시간 |
| --- | --- | ------------------------ | --------------------------------------------- | ---------------------------------------------------------- | --------- |
| 1.  | 〈無敵なハート / 무적의 하트〉 (쿠라키 마이)                                                                                              | 쿠라키 마이              | (편곡: )                                      | 닫는 곡 (2014년 9월 6일 ~ 12월 13일)                       |           |
| 2.  | 〈君への嘘 / 너에게로의 거짓말〉 (VALSHE)                                                                                                 | VALSHE                   | doriko                                        | 닫는 곡 (2015년 1월 3일 ~ 12월 12일)                       |           |
| 3.  | 〈運命のルーレット廻して / 운명의 룰렛을 돌리며〉 (La PomPon)                                                                             | 사카이 이즈미            | 쿠리바야시 세이이치로 (편곡: 이케다 다이스케) | 닫는 곡 (2016년 1월 9일 ~ 3월 12일)                        |           |
| 4.  | 〈ふたりの秒針 / 두 사람의 초침〉 (타쿠토)                                                                                                | 타쿠토                   | 타쿠토 (편곡: 키츠이 켄이치)                  | 닫는 곡 (2016년 4월 16일 ~ 7월 23일)                       |           |
| 5.  | 〈SAWAGE☆LIFE〉 (쿠라키 마이) | 쿠라키 마이              | Alaina Beaton Bobby Huff                      | 닫는 곡 (2016년 7월 30일 ~ 12월 10일)                      |           |
| 6.  | 〈YESTERDAY LOVE〉 (쿠라키 마이) | 쿠라키 마이              | (편곡: )                                      | 닫는 곡 (2016년 12월 17일 ~ 2017년 6월 24일)               |           |
| 7.  | 〈夢物語 / 꿈 이야기〉 (BREAKERZ) | DAIGO                    | AKIHIDE (편곡: BREAKERZ)                      | 닫는 곡 (2017년 7월 8일 ~ 9월 30일)                        |           |
| 8.  | 〈渡月橋 〜君 想ふ〜 / 도월교 ~그대를 생각하며~〉 (쿠라키 마이)                                                                           | 쿠라키 마이              | 토쿠나가 아키히토 (편곡: 토쿠나가 아키히토)   | 닫는 곡 (2017년 10월 7일 ~ 12월 23일) 21번째 극장판 주제가 |           |
| 9.  | 〈神風エクスプレス / 신풍익스프레스〉 (타쿠토×미야카와쿤)                                                                                 | 타쿠토                   | 타쿠토×미야카와쿤 (편곡: 야부자키 타로)       | 닫는 곡 (2018년 1월 6일 ~ 7월 21일)                        |           |
| 10. | 〈さだめ / 운명〉 (First place) | 스기야마 카츠히코        | 스기야마 카츠히코 (편곡: )                    | 닫는 곡 (2018년 7월 28일 ~ 9월 22일)                       |           |
| 11. | 〈Aozolighter〉 (Cellchrome) | 요스케 카와우라 마사히로 | 카와우라 마사히로 (편곡: 오니시 쇼고)         | 닫는 곡 (2019년 1월 5일 ~ 5월 11일)                        |           |
| 12. | 〈きみと恋のままで終われない いつも夢のままじゃいられない / 그대와 사랑인 채로 끝날 수 없어 언제나 꿈인 채로 있을 수 없어〉 (쿠라키 마이) | 쿠라키 마이              | 나카무라 다이스케 (편곡: 나카무라 다이스케)   | 닫는 곡 (2019년 1월 12일 ~ 8월 17일)                       |           |
| 13. | 〈Sissy Sky〉 (미야카와 아이리) | aireen                   | Tomohiro Akiura                               | 닫는 곡 (2019년 8월 31일 ~ 12월 21일)                      |           |
| 14. | 〈少しづつ 少しづつ / 조금씩 조금씩〉 (SARD UNDERGROUND)                                                                                  |                          | 오노 아이카 (편곡: )                          | 닫는 곡 (2020년 1월 4일)                                   |           |

### 내용주
1. ↑  43번째 여는 곡으로도 사용됐다.
2. ↑  55번째 닫는 곡으로 사용됐다.
3. ↑  22번째 극장판과 23번째 극장판의 별도의 레코드 회사가 담당하고 있던 것으로 관계되어 있다.

### 참조주
1. 1 2  “「名探偵コナン」5年半ぶりテーマ曲集にB'z、大黒摩季、倉木麻衣、BREAKERZらの27曲” [“명탐정 코난” 5년 반만의 테마곡집에 B'z, 오구로 마키, 쿠라키 마이, BREAKERZ 등의 27곡]. 《音楽ナタリー》 (일본어) (株式会社ナターシャ). 2020년 3월 28일. 2020년 3월 28일에 확인함.
2. ↑  “アニメ「名探偵コナン」テーマ曲集が約5年6カ月ぶりに発売！ 初回盤の特典内容も発表” [애니메이션 “명탐정 코난” 테마곡집이 약 5년 6개월만에 발매! 초도반 특전 내용도 발표]. 《ザテレビジョン》 (일본어) (KADOKAWA). 2020년 3월 24일. 2020년 3월 28일에 확인함.
3. ↑  “『名探偵コナン』テーマ曲集、5年半ぶり第6弾リリース アクリルスタンド付き” [“명탐정 코난” 테마곡집, 5년만의 제6탄 발매 아크릴 스탠다드 부록]. 《ORICON NEWS》 (일본어) (オリコン). 2020년 3월 24일. 2020년 3월 28일에 확인함.
4. ↑  “ニュース トレンド マンガ・アニメ 名探偵コナン TVアニメ『名探偵コナン』主題歌アルバム第6弾発売決定！最新主題歌『真っ赤なLip』『少しづつ 少しづつ』も収録” [뉴스 트렌드 만화 · 애니메이션 명탐정 코난 TV 애니메이션 “명탐정 코난” 주제가 앨범 제6탄 발매 결정! 최신 주제가 ‘새빨간 Lip’ ‘조금씩 조금씩’도 수록]. 《リアルサウンド》 (일본어) (株式会社blueprint). 2020년 2월 26일. 2020년 3월 28일에 확인함.